# Ars grammatica (Giuliano di Toledo)
L’Ars grammatica è un’opera ritrovata nel 1795 da Faustino Arevalo in un manoscritto collocato presso la biblioteca vaticana, attribuita dai più a Giuliano di Toledo, seppure con qualche riserva. L'opera tratta della grammatica della lingua latina.

## L'attribuzione a Giuliano di Toledo
Se da una parte degli studi approfonditi hanno mostrato come l’opera sia da far risalire al contesto della Toledo di Giuliano, dall’altra parte risulta strano che Felice di Toledo non attribuisca un’opera così importante allo stesso metropolita. Tuttavia, un elemento è oggettivo e incontestabile: tutti i manoscritti che la riportano, sette in totale, la considerano opera di Giuliano di Toledo. Inoltre, il codice scoperto da Arevalo, che recava il nome Iuliani episcopi Toletani è di fine VIII/inizio IX secolo, quindi di appena cento anni posteriore a Giuliano. 
Nonostante questi indizi, ancora oggi ci sono dubbi e alcuni studiosi la ritengono autentica, altri invece di un altro autore, ma comunque sicuramente da collocare nell’ambiente e negli anni in cui visse Giuliano di Toledo: l’opera presenta al suo interno dei riferimenti a Ervigio in qualità di re ed egli resse il trono visigoto dal 680 al 687. Inoltre, come si dirà meglio, l'Ars è caratterizzata da un numero cospicuo di citazioni di autori classici e una conoscenza così approfondita di questo settore in quegli anni era possibile solo a Toledo.
Insomma, Giuliano o un membro della sua cerchia o un suo studente particolarmente brillante, compresa l’importanza della grammatica, raccolse gli insegnamenti di questa disciplina, ma anche della retorica e della metrica in un’opera che si ispirava agli illustri precedenti classici, su tutti Quintiliano.

## L'opera
L'Ars grammatica è in due libri: il primo è dedicato alla metrica, il secondo alla grammatica vera e propria. Essa si presenta sia come un’opera tradizionale sia come un’opera innovativa: legata alla tradizione per il fatto che, come tutte le grammatiche medievali, presenta un cospicuo numero di citazioni prese dai più importanti grammatici dell’antichità (su tutti Elio Donato e Sesto Pompeo Festo) e i classici (da Ennio, passando per Plauto, Terenzio, Orazio, Persio e arrivando fino a Virgilio, citato ben 224 volte). La carica fortemente innovativa è legata al fatto che tra gli autori citati sono presenti anche passi dalle Sacre Scritture e anche di testi di autori cristiani, quali Prudenzio, Draconzio, Sedulio, Isidoro ma soprattutto l’amatissimo maestro Eugenio II di Toledo, il che sarebbe un’ulteriore prova della più che probabile paternità di Giuliano dell’opera.
Opera “profana”, memore della tradizione alle spalle, ma al tempo stesso cristiana e fortemente innovativa, l’Ars Grammatica è emblema del fiorire della cultura ispano-visigota e segna una tappa importante nella storia delle grammatiche medievali, sia essa di Giuliano o di un autore comunque a lui prossimo.
La tradizione manoscritta dell'Ars conservata è molto ridotta: sopravvivono solo sette codici: il manoscritto Vaticanus Reginesis 1586 di IX secolo, che contiene solo la parte sui metri; il manoscritto Floriacensis, Bern 207 di IX-X secolo, l’unico che trasmette l’opera per intero; il manoscritto Gotha II 193, del secolo VIII; il manoscritto Laurissensis Vaticanus Palatinus 1746, di secolo IX; il manoscritto Erfurt Amplon 10, risalente alla prima metà del IX secolo; il manoscritto Bern 123, di secolo IX e infine il manoscritto Chartres 92, di IX secolo, andato purtroppo distrutto durante la Seconda Guerra Mondiale. Si può notare come tutti questi manoscritti siano piuttosto antichi. A questi codici si aggiungono poi una serie di citazioni nei cataloghi delle biblioteche medievali. Fino al 1922 solo alcune parti dell'Ars conobbero l’edizione critica. Oggi l’edizione di riferimento è quella di Maria A. H. Maestre Yenes del 1973.

### Edizioni
- Sancti Iuliani Toletanae sedis episcopi opera Pars.1 (Corpus Christianorum Series Latina, CXV) , ed. J.N. Hillgarth, Turnhout, 1976.
- Ars Iuliani Toletani episcopi. Una gramática latina de la Espana visigoda. Estudio y edición critica, ed. Maria A. H. Maestre Yenes, Publicaciones del instituto provincial de investigaciones y estudios toledanos, Toledo, 1973.

### Studi
- E. P. Archibald, Whose Line Is It Anyway? Dialogue with Donatus in Late Antique and Early Medieval Schools in «The Journal of Medieval Latin» 23 (2013), pp. 185-200.
- C. H. Beeson, The Ars Grammatica of Julian of Toledo in Miscellanea Francesco Ehrle, vol. I, Città del Vaticano, 1924, pp. 50-60.
- B. Bischoff, Ein Brief Julians von Toledo über Rhytmen, metrisches Dichtung und Prosa in «Hermes» 67 (1959), pp. 247-256.
- P. Farmhouse Alberto, New Evidence of Julian of Toledo’s«Ars Grammatica» in «Revue d’Histoire des Textes» 13 (2018), pp. 165-183.
- L. Munzi, Note testuali all’Ars Grammatica di Giuliano di Toledo in Annali dell’Istituto universitario orientale di Napoli, 1979, pp. 171-173.